# Sinop FC
Der Sinop Futebol Clube ist ein brasilianischer Fußballverein der im Jahr 1977 gegründet wurde und in der Stadt Sinop im Bundesstaat Mato Grosso beheimatet ist. Die Farben des Vereines sind Blau und Weiß, das brasilienübliche Maskottchen ist ein Hahn.

## Geschichte
1995 war Sinop der dritten brasilianischen Fußball-Liga, der Série C zugehörig, zudem hat der Verein 1999 und 2000 am nationalen Pokalwettbewerb, der Copa do Brasil teilgenommen.
In den 1990er Jahren konnte der Verein große Erfolge auf Staatsebene aufweisen und wurde 1990, 1998 und 1999 insgesamt dreimal Staatsmeister von Mato Grosso. Sinop konnte dabei kurzfristig die Dominanz der Vereine EC Operário aus Várzea Grande und Mixto EC aus der Staatshauptstadt Cuiabá brechen.
1987 schloss sich der damals vierzehnjährige Rogério Ceni, heute FC São Paulo, dem Verein an und bereits drei Jahre später gewann er mit  der ersten Mannschaft Sinops den ersten Titel.

## Erfolge
- Staatsmeisterschaft von Mato Grosso: 1990, 1998, 1999
- Staatsmeisterschaft von Mato Grosso – Segunda Divisão: 1988, 2012

## Stadion

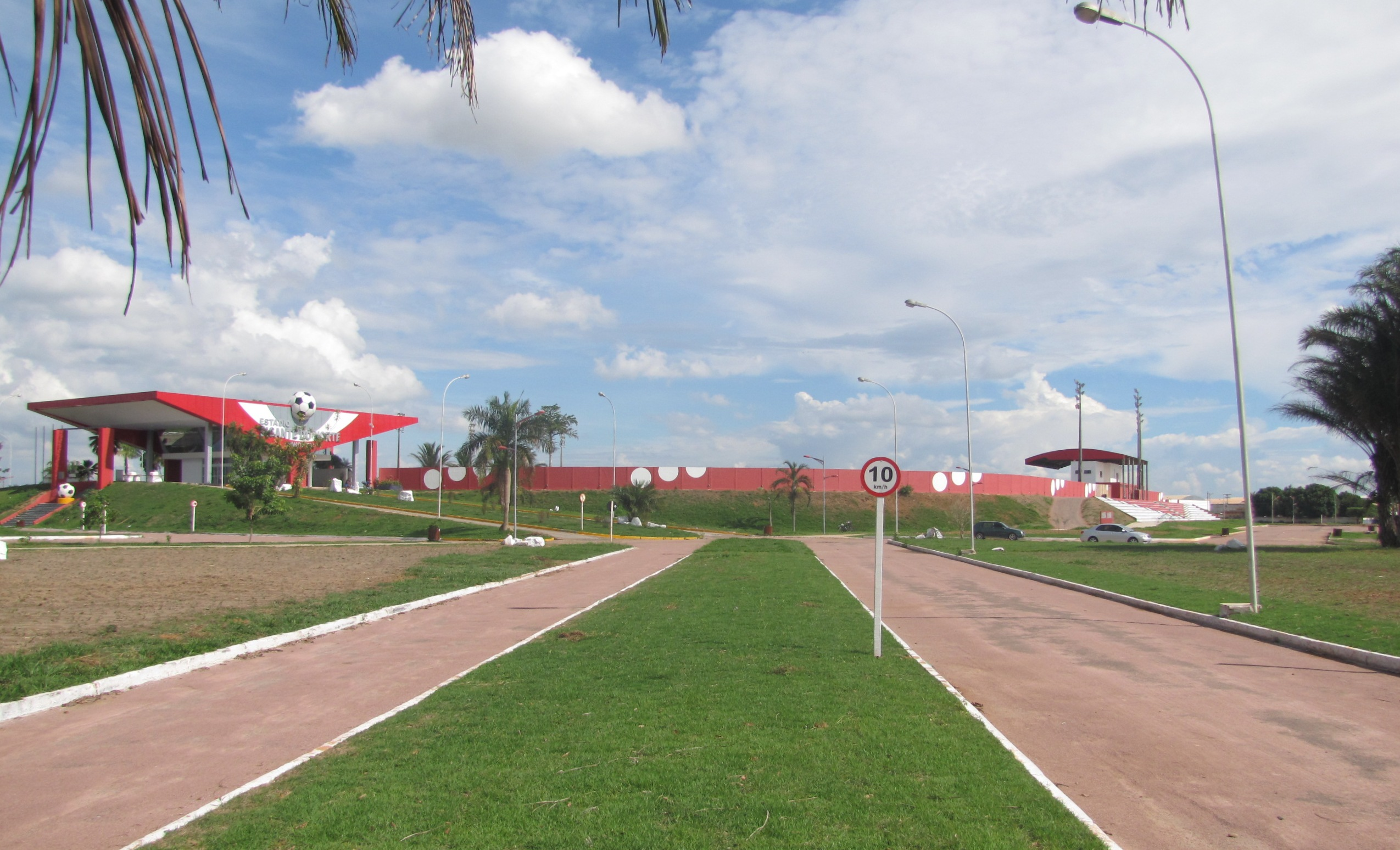
Estádio Municipal Gigante do Norte

Der Verein trägt seine Heimspiele im Estádio Municipal Gigante do Norte, auch unter den Namen Gigante do Norte oder Gigantão bekannt, in Sinop aus. Das Stadion hat ein Fassungsvermögen von 25.000 Personen.

## Bekannte Spieler
- Bujica
- Rogério Ceni

## Bekannte Trainer
- Cláudio Marques (1998, 1999)